# Steward (Illinois)
Steward és una població dels Estats Units a l'estat d'Illinois. Segons el cens del 2000 tenia 271 habitants.

## Demografia
Segons el cens del 2000, Steward tenia 271 habitants, 99 habitatges, i 79 famílies. La densitat de població era de 871,9 habitants/km².
Dels 99 habitatges en un 34,3% hi vivien nens de menys de 18 anys, en un 66,7% hi vivien parelles casades, en un 11,1% dones solteres, i en un 20,2% no eren unitats familiars. En el 18,2% dels habitatges hi vivien persones soles el 8,1% de les quals corresponia a persones de 65 anys o més que vivien soles. El nombre mitjà de persones vivint en cada habitatge era de 2,74 i el nombre mitjà de persones que vivien en cada família era de 3,06.
Per edats la població es repartia de la següent manera: un 28,8% tenia menys de 18 anys, un 5,9% entre 18 i 24, un 30,6% entre 25 i 44, un 21% de 45 a 60 i un 13,7% 65 anys o més.
L'edat mediana era de 35 anys. Per cada 100 dones de 18 o més anys hi havia 103,2 homes.
La renda mediana per habitatge era de 46.071 $ i la renda mediana per família de 51.500 $. Els homes tenien una renda mediana de 35.469 $ mentre que les dones 25.625 $. La renda per capita de la població era de 16.270 $. Aproximadament el 2,5% de les famílies i el 4,5% de la població estaven per davall del llindar de pobresa.

## Poblacions més properes
El següent diagrama mostra les poblacions més properes.